# Novomykolaïvka (oblast de Dnipropetrovsk)
Novomykolaïvka (en ukrainien : Новомиколаївка) ou Novonikolaïevka (en russe : Новониколаевка) est une commune urbaine de l'oblast de Dnipropetrovsk, en Ukraine. Sa population s'élevait à 4 112 habitants en 2017.

## Géographie
Novomykolaïvka se trouve sur la rive droite du Dniepr, à 11 km au sud-est de Verkhnodniprovsk, à 46 km à l'ouest de Dnipro et à 479 km au sud-est de Kiev.

## Histoire
La fondation du village de Novomykolaïvka résulte de la réinstallation, en 1917, des villageois de Nikolaïevka, dans l'ouïezd de Verkhnodniprovsk, sur des terres confisquées à un gros propriétaire. Le village accéda au statut de commune urbaine en 1966.

## Population
Recensements (*) ou estimations de la population :
| 1970* | 1979* | 1989* | 2001* | 2010  | 2011  |
| ----- | ----- | ----- | ----- | ----- | ----- |
| 4 116 | 4 194 | 4 142 | 4 009 | 4 117 | 4 138 |

| 2012  | 2013  | 2014  | 2015  | 2016  | 2017  |
| ----- | ----- | ----- | ----- | ----- | ----- |
| 4 183 | 4 187 | 4 162 | 4 155 | 4 115 | 4 112 |

## Transports
Par la route, Novomykolaïvka se trouve à 13 km de Verkhnodniprovsk, le centre administratif du raïon